# Andelain
Andelain település Franciaországban, Aisne megyében. Lakosainak száma 211 fő (2022. január 1.). Andelain Beautor, Bertaucourt-Epourdon, Charmes, Deuillet és La Fère községekkel határos.

## Népesség
A település népességének változása:
| Lakosok száma | 168  | 160  | 163  | 172  | 208  | 225  | 228  | 216  | 215  | 211  |
|               | 1968 | 1982 | 1990 | 2006 | 2013 | 2015 | 2017 | 2019 | 2020 | 2022 |